# 澳大利亚皇家海军颂
《澳大利亚皇家海军颂》是澳大利亚皇家海军的官方进行曲。它取代了之前的进行曲《橡树之心》。
《澳大利亚皇家海军颂》是由澳大利亚作曲家与乐队指挥家埃里克斯·利斯高（Alex Lithgow）创作。 为了庆祝新成立的澳洲皇家海军在1913年10月第一次以一支舰队的名义开进悉尼港这个在澳洲历史上有着重要意义的时刻，作为见证人之一的利斯高有感而发，谱写了这首歌曲。
现目前，在澳大利亚皇家海军刊发的11首官方进行曲中，该曲排名第一，拥有事实上澳洲皇家海军军歌的地位。其排名甚至在有澳洲“第二国歌”之称的《丛林流浪》之前。
由于之前的《橡树之心》朗朗上口且历史悠久，在民间和军队内都颇有人气。在被《澳大利亚皇家海军颂》取而代之以后，也一直有将官方进行曲换回《橡树之心》的声音。另在2021年，澳洲国防部举办了新的军乐谱写大赛，海军士官长马丁·汉考克（Martyn Hancock）的歌曲“一入海军门，终身海军人”（Once Navy, Always Navy）被评为优胜。国防部称，会考虑将优胜新作选为官方进行曲。唯正式消息仍待刊宪。

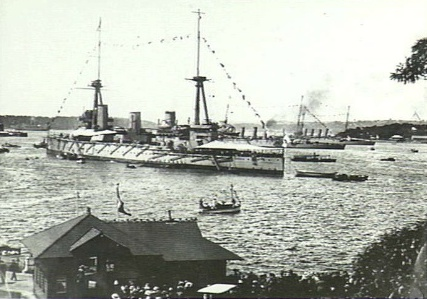
1913年10月4日，澳大利亚号战列巡洋舰以皇家澳洲海军旗舰的舰份第一次离开英国本土驶入位于农场湾的悉尼军港。其身后可见悉尼号轻巡洋舰与墨尔本号轻巡洋舰